# Franc Križanič
Dr. Franc Križanič (* 4. prosince 1954, Lublaň) je slovinský ekonom a politik.

## Životopis
V roce 1978 absolvoval Právnickou fakultu Univerzity v Lublani. Svou diplomovou prací Dovozní závislost jugoslávského průmyslu (Uvozna odvisnost jugoslovanske industrije) zaujal prof. Aleksandera Bajta, jenž mu nabídl práci v Ekonomickém institutu Právnické fakulty. Titul magistra získal za práci Analýza strukturálních faktorů jugoslávského zahraničního obchodu (Analiza faktorjev strukture jugoslovanske zunanje trgovine) v roce 1987 a doktorát za práci Analýza Leontiefova paradoxu ve slovinském hospodářství (Analiza Leontijevega paradoksa v slovenskem gospodarstvu) v roce 1997. V roce 1997 se měl stát ministrem ekonomických záležitostí a rozvoje, ale Drnovšekova vláda nezískala potřebnou podporu ve Státním shromáždění. Ekonomická fakulta Univerzity v Lublani doktorát nostrifikovala v roce 1998 a v roce 2000 na této fakultě získal titul docenta. V letech 2000 až 2005 zastával funkci předsedy Rady expertů v Agentuře pro dohled nad pojišťovnami. V roce 2001 se stal ředitelem Ekonomického institutu Právnické fakulty. V letech 2007 až 2008 byl předsedou dozorčí rady Slovinského červeného kříže.
V  roce 2008 byl zvolen poslancem Státního shromáždění Republiky Slovinsko, od 21. listopadu 2008 zastává funkci ministra financí Republiky Slovinsko ve vládě socialistického premiéra Boruta Pahora